# Lippo Memmi

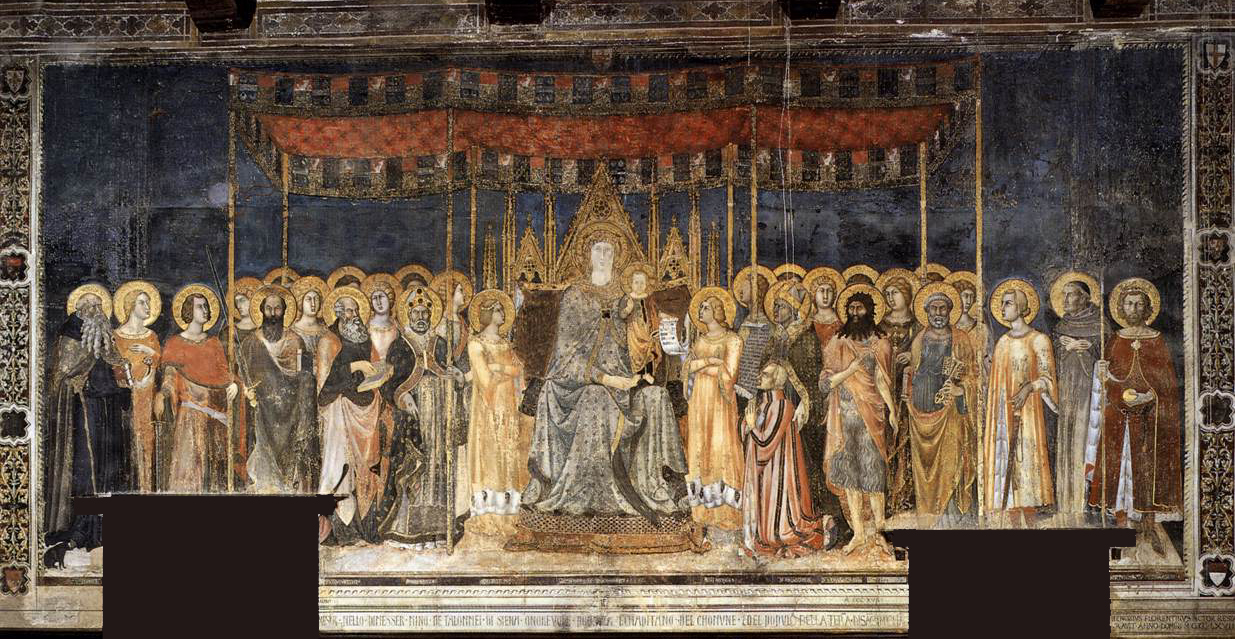
Lippo Memmi:Measta (Majesteit), in het palazzo comunale in San Gimignano (1317/1318)

Lippo Memmi (ca. 1291 tot 1356) was een Italiaanse kunstschilder uit Siena. Hij was de belangrijkste volgeling van Simone Martini, die zijn zwager was. Hij heeft de Annunciatie van Simone Martini waarschijnlijk voltooid zodat dit schilderij aan beide meesters wordt toegeschreven.
Samen met Martini schilderde hij in 1333  een van de meesterwerken van de gotiek, de Annunciatie voor de Sienese kerk  Sant'Ansano (nu in het Uffizi). Hij was een van de kunstenaars die aan de kathedraal van Orvieto werkte, waarvoor hij de Madonna dei Raccomandati maakte. Later volgde hij Martini naar het pauselijk hof in Avignon, waar hij werkte tot het midden van de 14e eeuw.
Na zijn terugkeer naar Siena maakte Memmi nog verschillende werken tot aan zijn dood in 1356.
- Gemeinsame Normdatei: 119021501
- International Standard Name Identifier: 0000 0001 1569 5894
- Library of Congress Control Number: nr91028520
- Nederlandse Thesaurus van Auteursnamen: 097654604
- RKD-Nederlands Instituut voor Kunstgeschiedenis: 55176
- Istituto Centrale per il Catalogo Unico: MILV420121
- Union List of Artist Names: 500031555
- Virtual International Authority File: 47562574
- WorldCat: E39PCjM4RftCRrccQfcHDrjt8C